# الاتحاد الليبي لألعاب القوى
الاتحاد الليبي لألعاب القوى ( LAF ) هو الجهة الرسمية المنظمة لرياضات ألعاب القوى في ليبيا تأسس سنة 1960 و نظم أول بطولة لألعاب القوى في ليبيا سنة 1980 يقع مقر الاتحاد في مدينة طرابلس